# Промышленная археология

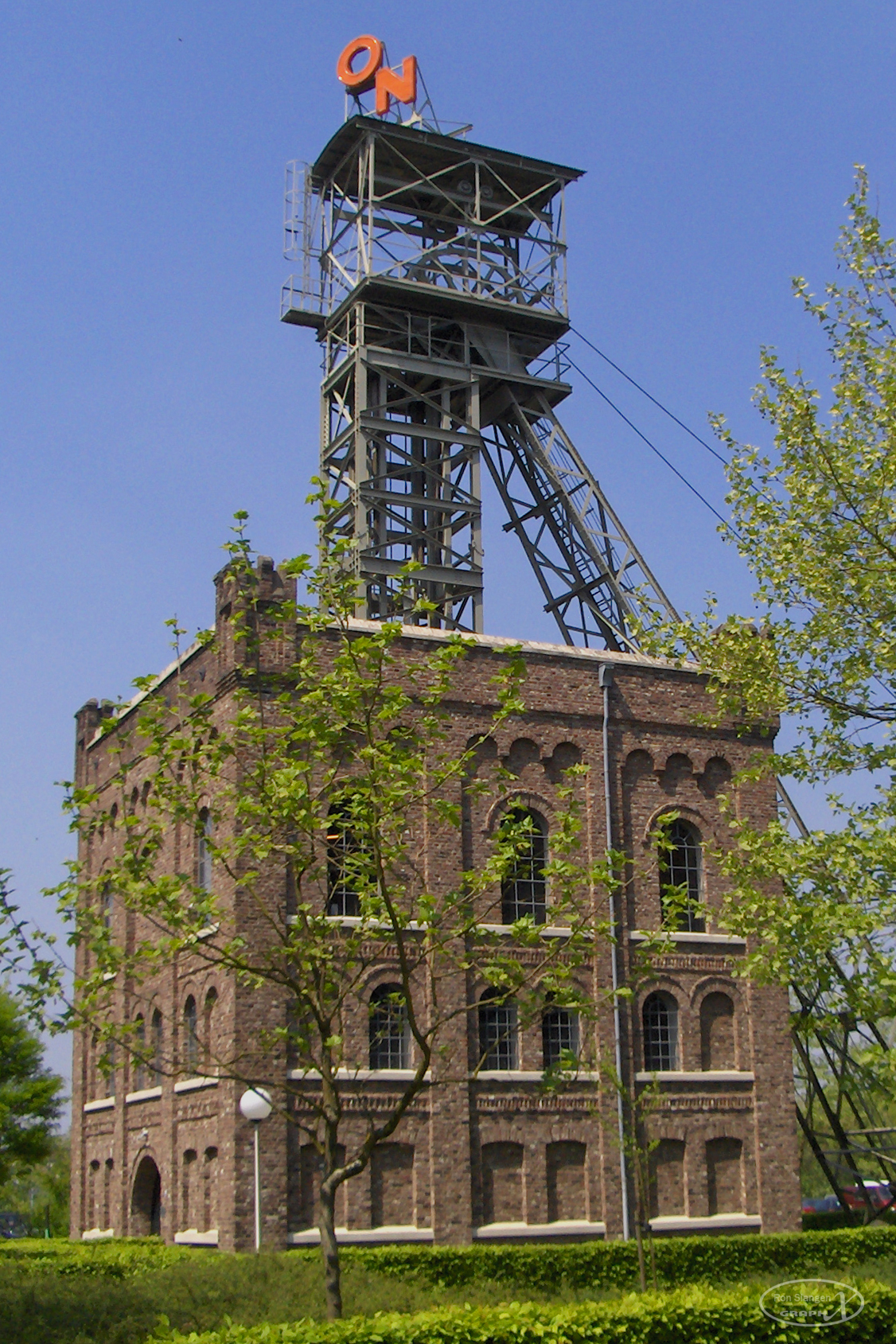
Нидерландский музей горного дела — бывшая шахта Оранье-Нассау

Промышленная археология (реже: индустриальная археология) — комплексная научная и практическая дисциплина, занимающаяся изучением материальных артефактов, имеющих отношение к истории промышленного развития и техники.
Смежными областями являются история науки и техники, экономическая история (история промышленности), «обычная» археология, история архитектуры, охрана памятников истории и культуры, музееведение и другие.
Основные цели и задачи промышленной археологии — использование артефактов как источников для изучения истории развития техники и промышленности, а также их музеефикация и сохранение, как памятников истории (индустриальное наследие), популяризация истории техники и промышленности среди широкой публики.
Спектр артефактов, являющихся объектом изучения промышленной археологии, чрезвычайно широк. К нему относятся как движимые объекты (рабочие инструменты, транспортные средства от телег до морских кораблей), так и недвижимые здания и сооружения (здания заводов и фабрик, шахты и доменные печи) и даже формы рельефа (терриконы).
В сфере промышленной археологии заняты как профессионалы (историки, музейные работники), так и большое число любителей и волонтёров, занимающихся как исследовательской, так и практической деятельностью, например в области организации технических музеев.

## История
Первые технические музеи (как общетехнические, так и специализированные) начали возникать уже на рубеже XIX—XX веков. В качестве примера можно привести Немецкий музей в Мюнхене (основан в 1903 году), Политехнический музей в Москве (основан в 1872 году) или Музей немецких железных дорог в Нюрнберге (основан в 1899 году). Однако промышленная археология как комплексная дисциплина сформировалась только после Второй Мировой войны в Великобритании. Тогда же возник и сам термин «промышленная археология» (англ. industrial archaeology).
Первоначально область интересов промышленной археологии формулировалась как изучение материальных реликтов эпохи промышленной революции XVIII—XIX веков. Постепенно область была расширена хронологически как «вверх» (вплоть до конца XX века, так и «вниз» вплоть до каменного века.
С конца XX века объекты промышленного наследия начали включаться в Список Всемирного Наследия ЮНЕСКО, что свидетельствует о признании международным научным и культурным сообществом роли индустриального наследия как неотъемлемой части исторического и культурного наследия человечества. В качестве примеров объектов промышленной археологии, внесённых в список ЮНЕСКО, можно указать Айронбридж (Великобритания), судоподъёмники Центрального канала (Бельгия), шахта Цольферайн (Германия), объекты промышленной революции периода Мэйдзи (Япония).